# Rödstrupig häger
Rödstrupig häger (Egretta vinaceigula) är en mycket lokalt förekommande afrikansk häger. Fram tills relativt nyligen behandlades den som en variant av svarthäger (Egretta ardesiaca).

## Utseende och läten
Fram tills 1971, trodde man att rödstrupig häger bara var en färgmorf av den vida spridda svarthägern. Studier visade dock att den skiljer sig på flera sätt, inte minst genom att den saknar det för svarthägern karakteristiska födosökningsbeteendet att skugga vattnet med vingarna för att fånga fisk. Den liknar svarthägern med sin mörka skifferfärgade fjäderdräkt, men har gula ben istället för svarta och uppvisar en vinröd strupe. Lätet är okänt.

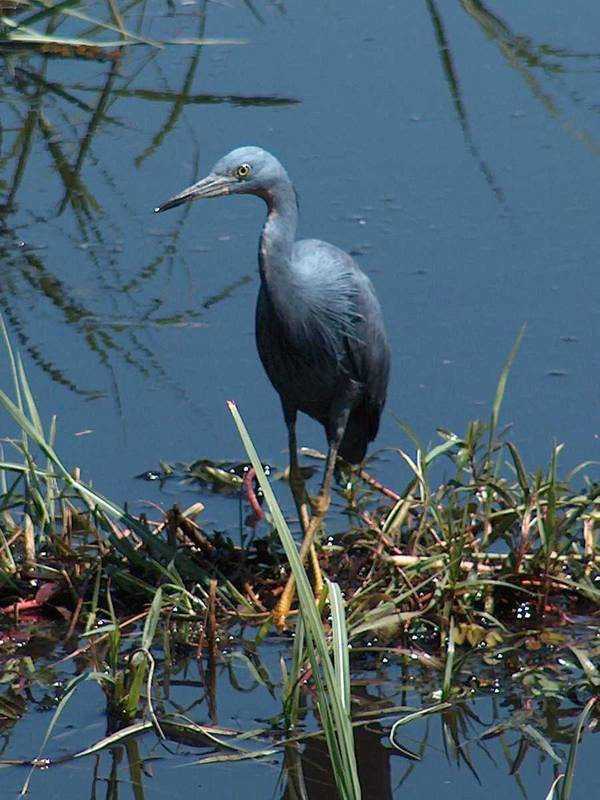
Rödstrupig häger.

## Utbredning
Arten förekommer i träsk och vassområden i sydcentrala Afrika, huvudsakligen i Zambia och Botswana. Mer specifikt återfinns den från norra Botswana (Okavangodeltat och Chobefloden) och nordöstra Namibia (Capriviremsan) genom Zambezifloden i nordvästra Zimbabwe och norrut till Liuvaslätten, Kafueslätten och Bangweuluträsket i Zambia. Den förekommer möjligen också i södra Demokratiska republiken Kongo, östra Angola, Moçambique och Malawi. Tidigare förekom den även i Sydafrika.

## Ekologi

### Levnadsmiljö
Rödstrupig häger trivs i flodslätter och färskvattensvåtmarker, både permanenta och säsongsmässiga. Den föredrar områden där det finns gott om låg framväxande vegetation som Cynodon dactylon och Panicum repens. Arten verkar vara talrikare i områden som blivit utsatta för brand och ses ofta tillsammans med letjevattenbock (Kobus leche).

### Föda
Arten livnär sig av småfisk, framför allt ciklider. I deras frånvaro intar den även grodor, vattenlevande ryggradslösa djur och grodyngel. Den föredrar att födosöka i vatten som är grundare än en decimeter. Den ses ensam, i småflockar om fyra till åtta individer eller i riktigt stora samlingar med upp till 60 individer.

### Häckning
Rödstrupig häckar i säsongsmässiga våtmarker när vattenståndet är som högst, gärna i säv men också på öar bevuxna med Ficus verruculosa, olika akacier eller dadelpalmen Phoenix reclinata. Den häckar parvis eller i kolonier med upp till 60 bon. Boet är en skål fodrad med fint växtmaterial placerad på en plattform av kvistar. Den lägger mellan ett och fyra ägg som ruvas i 22-24 dagar.

## Status och hot
Internationella naturvårdsunionen IUCN kategoriserar arten som sårbar (VU) på grund av dess begränsade världspopulation på endast 3.000-5.000 individer. Den minskar dessutom i antal. Det finns gott om habitat i dess utbredningsområde som passar arten, varför dess sällsynthet är lite av ett mysterium.